# Palacio Agirre

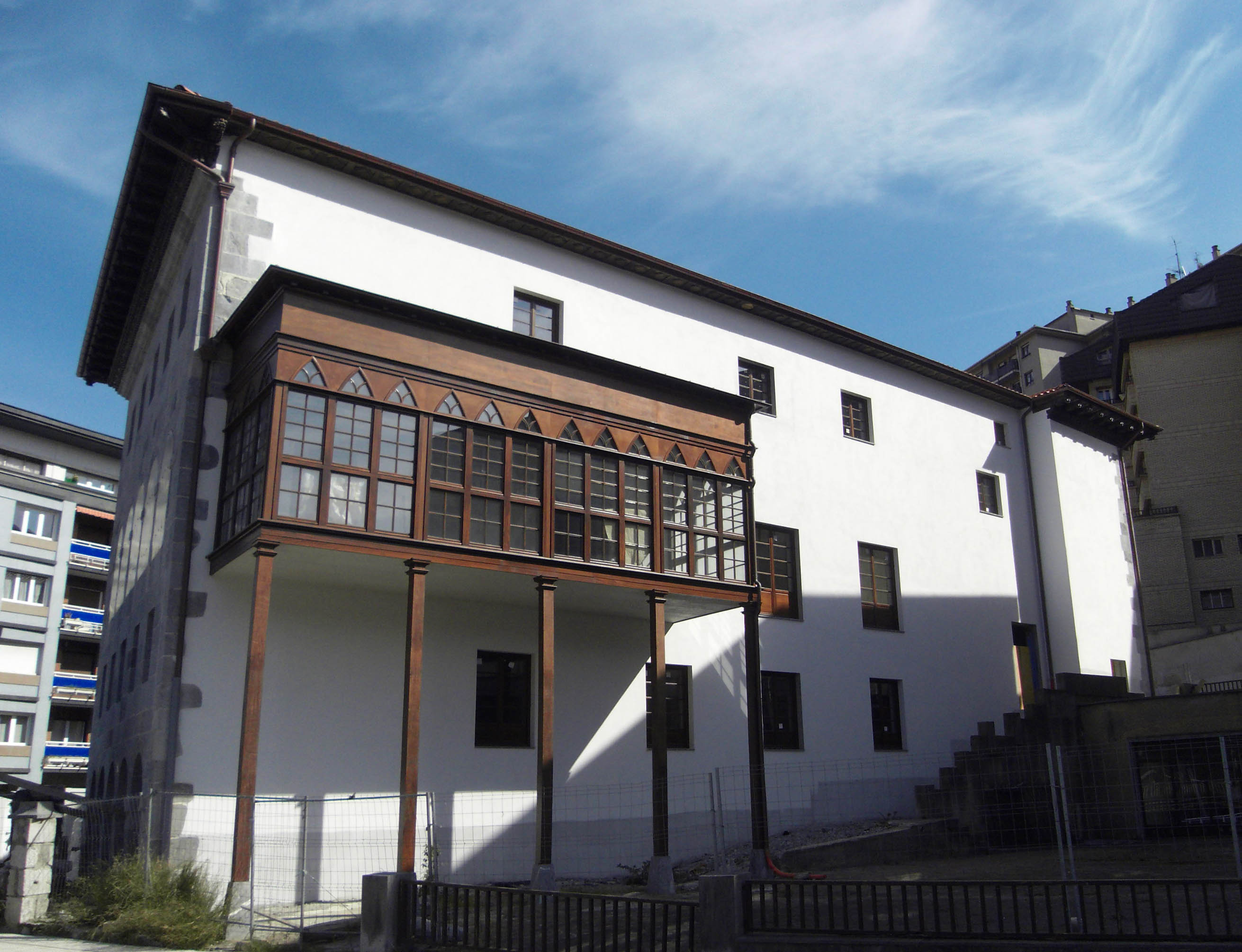
Parte posterior del palacio Agirre y el puesto de observación.

La construcción del palacio Agirre de Deva en Guipúzcoa (España), se inicia en el siglo XV extramuros hacia el arrabal de Maxpe, junto a la carretera de Itziar, al borde de la ría de Deva.
Se levanta sobre una planta en L irregular y dispone de una planta baja (que solventa la diferencia de alturas entre la calle Astillero y la carretera N-634), planta primera con la entrada principal desde la calle Astillero, planta segunda o noble (planta primera desde c/ Astillero) y tercera o bajocubierta con altillo.

## Fachadas
La composición de la fachada principal a la calle Astilleros, organizada en tres ejes verticales, está realizada a base de sillería. Sobre estos tres ejes verticales se disponen en planta primera (baja desde c/ Astillero), centrado el gran portalón de acceso y sendas ventanas enrejadas a los lados. En este esquema general se introducen una serie de elementos que vienen a descompensar y romper la simetría de la composición. En planta segunda, además de los tres vanos dispuestos sobre los ejes, se introduce un segundo acceso directo que se realiza por medio de un pequeño puente-pasadizo. A través de este elemento se accedía directamente a la planta segunda desde los terrenos o huertas que venían con gran pendiente hasta el mismo palacio. En época reciente se realizó el desmonte de estos terrenos para dar continuidad a la calle Astillero. Este pasadizo se realiza por medio de un puente de un solo ojo con bóveda de cañón y dispone de antepechos, todo ello realizado en sillería. Este elemento se cubre con una pequeña cubierta de madera hermosamente tallada, apoyada en la propia fachada y en sendas columnillas toscanas. Siguiendo el esquema general se distribuyen las tres ventanas de la ganbara, de menores dimensiones que el resto. En esta misma planta se dispone a la derecha del vano central un escudo de armas barroco con los emblemas de las cuatro familias: Agirre, Otalora, Irarrazabal y Arizmendi. Esta fachada se remata con una magnífica cornisa de piedra y alero de madera bellamente trabajados. Este elemento de cornisa y alero es continuo y sirve de remate para todas las fachadas del palacio, y contrasta por su ornamentación con la austeridad del resto de elementos componentes de las fachadas.
La fachada oeste, hacia la ría, realizada, como la anterior en sillería tiene un carácter diferente al resto de fachadas del palacio. Se trata de una fachada en la que aumenta la proporción de huecos sobre la superficie ciega y aparecen nuevos tipos de vanos. Estos se ordenan mediante cinco ejes verticales y se alternan por plantas huecos rectangulares con huecos con arcos de medio punto. Comenzando por la planta baja una arcada de cinco vanos permite la formación de un pórtico previo a la entrada. En planta primera cinco huecos rectangulares de componente vertical iluminan la biblioteca del palacio. En planta segunda se forma una solana mediante cinco grandes ventanas con arcos. Por último, en la ganbara se abren otros tanto huecos rectangulares idénticos a los de planta primera.
El resto de fachadas se construyen con mampostería enlucida y sillares para la formación de huecos, esquineros y la cornisa (idéntica al resto de las fachadas). El predominio claro de la superficie ciega sobre el hueco le proporciona su aspecto masivo característico. La distribución de huecos se realiza por medio de ejes verticales que no siempre se cumple, y en general se trata de composiciones más o menos ordenadas de huecos rectangulares de componente vertical.
Adosada a su fachada sur, la más pobre en cuanto a composición y ornamentación, dispone de una galería de madera neogótica que antaño se cerraba con cristales de colores que no se conservan.
Adosado a la fachada norte, en su extremo izquierdo, aparece un pequeño cuerpo cilíndrico, rematado por una cubierta cónica. Esta construcción acoge a una escalera de caracol que da acceso exterior directo hasta la segunda planta del ala norte del palacio.

## Interior
Pasando a los interiores, en planta primera el mayor interés se centra por una parte en la entrada y la escalera de estructura de madera tallada que conserva una rica decoración, y por otra en el recorrido desde la entrada que pasa por la sala de juegos (dividida en dos por unas columnillas toscanas), y la biblioteca como culminación de este eje en el extremo opuesto.
De la misma manera, en planta segunda, los elementos de interés se suceden en el recorrido entre el acceso del pasadizo-puente hasta la galería o solana en el otro extremo: una pequeña capilla, la magnífica escalera de madera tallada, la sala de los espejos. Esta última de grandes dimensiones y ricamente decorada, se cubre por una techumbre de estructura plana de vigas vistas artísticamente talladas que no necesitan de soportes intermedios.
Por último, la ganbara se configura hacia el exterior como una planta más, la última, ya que tiene reflejo en las fachadas por medio de los huecos abiertos, que son en general de dimensiones sensiblemente inferiores al resto. Se trata de un gran espacio diáfano, sin apenas compartimentación, con la estructura de cubierta vista.